# إيكو سميث-أسانتي
إيكو سميث-أسانتي (بالإنجليزية: Ekow Smith-Asante)‏ (من مواليد الخامس عشر من نيسان/أبريل 1973 في المنطقة الغربيّة بغانا) هو ممثل غاني. لدى إيكو سميث ثلاثة أشقاء ومتزوجٌ من نيتينا سواه منذ آب/أغسطس 2015.

## الحياة المُبكّرة والتعليم
بدأ إيكو سميث-أسانتي تعليمه الابتدائي في تاكورادي بغانا وانتقل إلى مدرسة غناتا الثانوية (بالإنجليزية: Ghanata Senior High School)‏ في دودو لإكمال تعليمه الثانوي. درس سميث فن المسرح في جامعة غانا وحصل منها على درجة البكالوريوس في فنون المسرح ثمّ نال درجة الماجستير في دراسات الاتصال من نفس الجامعة.

## قائمة أعماله
هذه قائمةٌ بأبرز أعمال إيكو سميث-أسانتي:
- تدابير يائسة (بالإنجليزية: Desperate measures)‏
- هؤلاء نحن (بالإنجليزية: This is us)‏
- نية شريرة (بالإنجليزية: Wicked intention)‏
- روح شجاعة (بالإنجليزية: Brave soul)‏
- ابنة مومياء (بالإنجليزية: Mummy's daughter)‏
- الكنيسة تحترق (بالإنجليزية: Church on fire)‏
- ظلام الحزن (بالإنجليزية: Darkness of sorrow)‏
- معركة ملكيّة (بالإنجليزية: Royal battle)‏
- قرار قاتل (بالإنجليزية: Deadly decision)‏
- الشيطان في التفاصيل (بالإنجليزية: Devil in the detail)‏
- قِطعٌ منّي (بالإنجليزية: Pieces of me)‏